# Juan Ostoic
Juan Ostoic (Huara, Čile, 21. ožujka 1931.), bivši čileanski košarkaš, hrvatskog podrijetla.

## Životopis
Njegova obitelj, podrijetlom iz Dalmacije, dolazi u Čile 1905. Igrao je za čileanski Club Chung Hwa, kojeg je 1932. osnovala kineska iseljenička zajednice.
Godine 1950. osvaja brončanu medalju na Svjetskom prvenstvu u Argentini. Na Olimpijskim igrama 1952. je igrajući za čileansku košarkašku reprezentaciju osvojio 5. mjesto. Na tim igrama je postigao samo 3 koša. S 21 godinom bio je najmlađi igrač u čileanskom sastavu.
Na Olimpijskim igrama 1956. je s reprezentacijom osvojio 8. mjesto, postigavši 57 koševa na turniru.

## Vanjske poveznice
- (špa.) Memoria Nortina[neaktivna poveznica]